# Ефимов, Измаил Варсонофьевич
Измаил Варсонофьевич Ефимов (род. 14 ноября 1946, д. Порандайкино Горномарийского района Марийской АССР) — заслуженный художник Российской Федерации и Республики Марий Эл, главный герольдмейстер при президенте Республики Марий Эл, автор гербов Марий Эл.

## Биография
Измаил Ефимов родился 14 ноября 1946 года в деревне Порандайкино Горномарийского района Марийской АССР, детство и школьные годы прошли в выселке Революция.
В 1971 году окончил Казанское художественное училище, в 1977 году — Московский государственный художественный институт имени В. И. Сурикова.
С 1980 года — член Союза художников СССР.
В 1987—1989 и 1992—1993 годах был председателем Союза художников Марийской АССР и Республики Марий Эл.
В 1997 году назначен на должность герольдмейстера при Президенте Республики Марий Эл. С 2006 года является действительным членом Гильдии геральдических художников.

## Творчество
Специализируется в живописи, геральдике и этнофутуризме.

### Геральдика
Измаил Ефимов — автор действовавших до 2011 года герба и флага Марий Эл.

Герб Республики Марий Эл (2006—2011)
Флаг Республики Марий Эл (2006—2011)

## Награды и звания
- 1996 год — заслуженный художник Республики Марий Эл[1];
- 2006 год — заслуженный художник Российской Федерации[2];
- 2009 год — народный художник Республики Марий Эл[3].
- 2014 год — член постоянной комиссии Геральдического совета при Президенте Российской Федерации[4].